# 금강로 (군산 서천)
금강로는 전북특별자치도 군산시 개정면 개정 교차로와 충청남도 서천군 마서면 송내 교차로를 잇는 도로이다. 금강하구둑을 지나는 것이 특징이다. 개정 교차로부터 최호장군 교차로 구간은 자동차 전용도로인 새만금북로와 접속되기 때문에 자동차 전용도로로 지정되어 있다.

## 역사
- 2005년 11월 14일 : 군산시 개정면 옥석리 ~ 운회리 1.9km 구간을 자동차 전용도로로 지정[1]
- 2009년 7월 10일 : 2개 이상 시·도에 걸쳐 있는 도로로 금강로를 고시[2]

## 주요 경유지
전북특별자치도
- 군산시 (개정면 - 성산면 - 구암동 - 성산면) - 금강하구둑

충청남도
- 금강하구둑 - 서천군 마서면

## 노선
- (■) : 자동차 전용도로 구간

| 이름                     | 접속 노선                                | 소재지       | 소재지                                                     | 비고                   |
| ------------------------ | ---------------------------------------- | ------------ | ---------------------------------------------------------- | ---------------------- |
| 개정 교차로              | 국도 제21호선 국도 제29호선 (새만금북로) | 군산시       | 개정면                                                     | 국도 제29호선 구간     |
| 옥석2교 옥석1교 개정육교 |                                          | 군산시       | 개정면                                                     | 국도 제29호선 구간     |
| 최호장군 교차로          | 국도 제26호선 (번영로)                   | 군산시       | 개정면                                                     | 국도 제29호선 구간     |
| 와룡육교                 |                                          | 군산시       | 개정면                                                     | 국도 제29호선 구간     |
| 송호 교차로              | 지방도 제709호선 (송호로) (아동남로)     | 군산시       | 개정면                                                     | 국도 제29호선 구간     |
| 호덕 교차로 (호덕육교)   | 국도 제21호선 국도 제27호선 (구암로)     | 군산시       | 개정면                                                     | 국도 제21, 29호선 구간 |
| 중흥육교                 |                                          | 군산시       | 개정면                                                     | 국도 제21, 29호선 구간 |
| 성산면                   |                                          | 군산시       |                                                            | 국도 제21, 29호선 구간 |
| 군산역 교차로            | 안정길 해령1길                           | 군산시       | 구암동                                                     | 국도 제21, 29호선 구간 |
| 하구둑사거리 (성산육교)  | 지방도 제709호선 (철새로) 강변로         | 군산시       | 성산면                                                     | 국도 제21, 29호선 구간 |
| 금강하구둑               |                                          | 군산시       | 성산면                                                     | 국도 제21, 29호선 구간 |
| 서천군                   | 마서면                                   |              |                                                            | 국도 제21, 29호선 구간 |
| 서천군                   | 마서면                                   | 하구둑사거리 | 국도 제29호선 국가지원지방도 제68호선 (장산로)             | 국도 제21, 29호선 구간 |
| 서천군                   | 마서면                                   | 송내 교차로  | 국도 제4호선 국도 제21호선 국도 제77호선 (대백제로) 장서로 | 국도 제21호선 구간     |

## 주요 건물 및 시설
- 국립생태원 (충청남도 서천군 마서면 금강로 1210)